# Mentesche

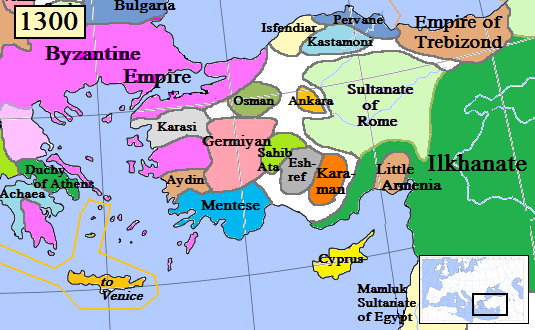
Anatolien um 1300. Das Beylik der Mentesche befindet sich in der südwestlichen Ecke Anatoliens.

Mentesche (türkisch Menteşe Beyliği) war ein türkisches Beylik, das im Westen des Reiches der Seldschuken von Konya in der Zeit von dessen Zerfall nach der Niederlage gegen die Mongolen (Mongolensturm 1243) in der zweiten Hälfte des 14. Jahrhunderts entstand. Hauptstadt war erst Milas und dann später Beçin.
Der Gründer und Namensgeber des Beyliks Mentesche Bey stand vorher in den Diensten der Germiyan und war Mitglied des Oghusenstammes Afschar. Die Beys von Mentesche dehnten ihre Macht von der Küste auf das Hinterland von Karien und etwa 1285 in das Gebiet von Milet aus. Ihr Herrschaftsbereich entsprach in etwa der heutigen Provinz Muğla. Sie unterhielten enge Handelsbeziehungen zur Republik Venedig und Kreta; in Milet residierte ein venezianischer Konsul. Die Städte Beçin, Milas, Balat (Milet), Finike, Elmalı, Kaş, Mağrı (heute Fethiye), Muğla, Çameli, Acıpayam, Tavas, Bozdoğan, Çine, Tralleis (heute Aydın) und die Insel Rhodos befanden sich kurzfristig unter der Herrschaft der Mentesche.
In der zweiten Hälfte des 14. Jahrhunderts stieg der Druck der Osmanen von Norden her. 1390 annektierten diese erstmals das Beylik der Mentesche. Nach der Niederlage der Osmanen bei der Schlacht bei Ankara 1402 gegen Timur, wurden die Beyliks wie die Mentesche und die Karaman, die von den Osmanen erobert worden waren, wieder unabhängig. Doch 1421 kam das Beylik endgültig unter osmanische Herrschaft. 
Der Name Mentesche lebte weiter im osmanischen Sandschak Menteşe, der nach dem Ende des Osmanischen Reichs in der neu gegründeten Republik Türkei zur Provinz Muğla wurde.